# وان (میسیسیپی)
وان، میسیسیپی (به انگلیسی: Vaughan, Mississippi) یک منطقهٔ مسکونی در ایالات متحده آمریکا است که در شهرستان یازو، میسیسیپی واقع شده‌است.

## خصوصیات
وان ۸۰٫۴۷ متر بالاتر از سطح دریا واقع شده‌است.